# Ivana Dojkić
Ivana Dojkić (ur. 24 grudnia 1997 w Rijece) – chorwacka koszykarka, występująca na pozycjach rozgrywającej lub rzucającej, reprezentantka kraju, obecnie zawodniczka Virtusu Bolonia, a w okresie letnim Seattle Storm w WNBA.
22 lutego 2023 zawarła umowę z Seattle Storm.

## Osiągnięcia
Stan na 12 marca 2023, na podstawie, o ile nie zaznaczono inaczej.

### Drużynowe
- Mistrzyni:
  - Słowenii (2015, 2016)
  - Chorwacji (2013)
- Wicemistrzyni:
  - Włoch (2022)
  - Chorwacji (2014)
  - Węgier (2021)
- Zdobywczyni pucharu:
  - Słowenii (2015, 2016)
  - Chorwacji (2013, 2014)
- Finalistka pucharu:
  - Węgier (2020)
  - Chorwacji (2012)
- 3. miejsce w Pucharze Węgier (2021)
- Uczestniczka międzynarodowych rozgrywek:
  - Euroligi (2013/2014, 2020/2021, od 2022)
  - Eurocup (2016–2020, 2021/2022)

### Indywidualne
- MVP Pucharu Słowenii (2016)

### Reprezentacja

#### Seniorska
- Uczestniczka:
  - mistrzostw Europy (2021 – 11. miejsce)
  - kwalifikacji do Eurobasketu (2017, 2019, 2021, 2023)

#### Młodzieżowe
- Uczestniczka mistrzostw Europy:
  - U–18 (2015 – 9. miejsce)
  - U–16 (2012 – 9. miejsce, 2013 – 8. miejsce)
- Liderka Eurobasketu U–18 w średniej:
  - punktów (2015 – 20)[4]
  - przechwytów (2015 – 2,7)[5]